# Fantômas

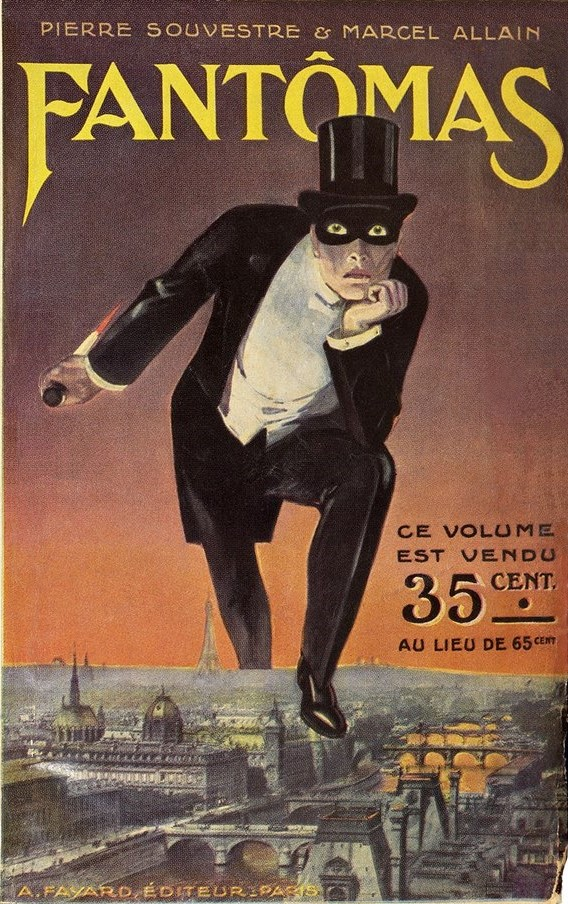
Omslaget till den första delen av Fantômas från 1911.

Fantômas var huvudperson i en serie romaner som skrevs av Marcel Allain och Pierre Souvestre och publicerades med början 1911. Fantômas var en mästerskurk med sadistiska och mordiska drag. Han uppträdde ofta i förklädnad och med falsk identitet. Det har även gjorts filmer om Fantômas (bland annat en trilogi med Louis de Funès)  och karaktären har inspirerat andra författare och konstnärer, exempelvis René Magritte, samt musikerna i musikgruppen Fantômas. 